# 名取くるみ
名取 くるみ（なとり くるみ、1996年〈平成8年〉6月16日 - ）は、日本のグラビアアイドル、モデル、タレント、 レースクイーン。
千葉県出身。GDL Entertainment所属。「グラドル界一の黄金比ボディー」の愛称を持つ。

## 来歴
2018年デビュー。2019年9月 1stDVD「クルミ ミルク」を発売し、同年10月 初のDVDリリースイベントをソフマップAKIBA1号店 サブカル・モバイル館7Fで行う。
2020年5月からミスFLASH2021候補生として活動。同年7月 2nd DVD 『Re:Debut！』をイーネットフロンティアから発売。西口プロレスのリングガールに当たる『西口向上委員会』としての活動もあった。
2021年1月、ミスFLASH 2021グランプリ受賞。同年、SUPER GT「Pacific Fairies」メンバーとしてレースクイーン活動を行い、日本レースクイーン大賞2021では新人部門のファイナリストに入った。
翌2022年もPacific Fairiesを継続する他、格闘技イベント「Krush」のラウンドガールも務める。
2023年1月14日、「日本レースクイーン大賞2022」にてグランプリを受賞。千葉県出身者がRQ大賞のグランプリに選ばれたのは、2010年（第1回）の美波千夏以来12年ぶりのことであった。この年も3年連続でPacific Fairiesを務めたが、翌2024年はWeds Sport Racing Galsに異動。GT300クラスのPACIFIC RACING TEAMから500クラスのTGR TEAM Weds Sport BANDOHへとスイッチした。
2024年2月14日、自身初の写真集『チューベローズ』をKADOKAWAから発売。同年4月17日、格闘技団体「RISE」のラウンドガールに当たる『R-1SE Force』の2024年度メンバーに選ばれた。
2025年は同じ千葉県出身の有栖未桜にWedsのRQを譲り、「KOBELCO GIRLS」としてTGR TEAM SARD（GT500）のアンバサダーを務める。

## 人物
- 父が二輪のモータースポーツに関わっていたことから、小学生時代はバイクで二人乗りしながら通学していたという[18]。父が参加した筑波サーキットのレースにおいて、「With Me」というレーシングチームでレースクイーンを経験したことがRQに興味を持つきっかけとなり[18]、製薬会社への就職を断念して現在の事務所と契約した[14]。
- 趣味：カジノ、食べること、下着集め、スーパーマーケット巡り、ワンコと遊ぶ
- 特技：ダンス（8年）[19]、フレンチホルン、早着替え
- 妹が1人いる[20]。
- 飼っている愛犬の名前は「むく」
- 推しパーツは縦長のへそ[21]。

### ミスFLASH関連
- ミスFLASH2021では名取のほか、霧島聖子・益田アンナといったレースクイーン経験者が上位に入ったことから、グランプリ発表号となったFLASH2021年2月2日号では「史上最強」のキャッチコピーが付く程となった[22]。
- 益田とはPacific Fairies[9]やR-1SE Force[15]でも共働する他、日本レースクイーン大賞2022でも共に大賞に入った[11]。
- 霧島とは2024年のWeds Sport Racing Galsでも共働しているが[13]、西口向上委員会とR-1SE Forceでは霧島からバトンを受け継いでいる[23][24]。
- 2024年10月7日発売の集英社『週刊プレイボーイ』No.43/44内企画「NIPPONグラドル58人」では、2011年度グランプリの鈴木ふみ奈や、事務所の後輩で2023年度グランプリの弓川いち華、2024年度グランプリの遠藤まめと共演している[25]。

### Pacific Fairies関連
- Pacific Fairiesでは川瀬もえと2年間共働し[7][9]、日本レースクイーン大賞2021では共に新人部門のファイナリストに入り[8]、川瀬はグランプリと新人グランプリをW受賞[26]。翌2022年度のRQ大賞では名取がグランプリを受賞しており、「青から青へ」という2年連続の栄冠獲得を成し遂げた[11]。
- ちなみに川瀬・益田とはR-1SE Force2024でも共働しているが[15]、RISEでは2022 - 2023年度のPacific Fairiesでも共働した七瀬ななが先述の霧島と共にR-1SE Force2023を務めていた[24]。

## 作品

### DVD
- クルミ ミルク（2019年9月27日[27]、スパイスビジュアル）
- Re:Debut![28]（2020年7月22日、イーネットフロンティア）
- ミスFLASH2021（2021年4月20日、ラインコミュニケーションズ）

### 写真集
- チューベローズ（2024年2月14日、KADOKAWA）[14]

## 出演

### 雑誌
- アサ芸Secret!! すごすぎるパーツ美女ランキング脚線美部門に掲載 （2020年2/13号・vol.62、徳間書店）
- 実話BUNKA超タブー グラビア掲載 （2020年9月号・コアマガジン）

### 週刊誌
- FLASH 『ミスFLASH2021候補者50名チェキプレゼント応募で投票』に掲載 （2020年7/28 8/4号、光文社）
- 週刊実話（2020年7/30.8/6合併号 No.29、日本ジャーナル出版）
- 週刊プレイボーイ『NIPPONグラドル58人』掲載（2024年10/28号 No.43/44、集英社）[25]

### 漫画誌
- ヤングキング 『巻末8ページ初グラビア』掲載[29] （2020年16号、少年画報社）

### ネット配信番組
- ネット配信サイトマシェバラにて番組『西口向上委員会』に参加[5]
- m HOLD‘EM メディア対抗戦[30]（2022年11月9日、m HOLD‘EM公式観戦アプリ）‐ BS12代表

### ラウンドガール
| 年     | 大会名 | ユニット名     | 他メンバー                                                                             |
| ------ | ------ | -------------- | -------------------------------------------------------------------------------------- |
| 2022年 | Krush  | Krush GIRLS    | 犬嶋英沙、芹沢まりな、北川美麗、中村恵季花、日向のん                                   |
| 2023年 | K-1    | K-1 GIRLS 2023 | 宮野真菜、うらら、波北果穂、まえだまはる、一ノ瀬のこ、安藤京香、水神きき               |
| 2024年 | RISE   | R-1SE Force    | 桜りん、セラ、七瀬なな、ぽぽちゃん、川瀬もえ、真木しおり、益田アンナ、松田彩花、村上楓 |
| 2025年 | RISE   | R-1SE Force    | 桜りん、セラ、七瀬なな、川瀬もえ、真木しおり、益田アンナ                               |

### ユニットメンバー
1. ↑  川瀬もえ・辻門アネラ・仲川しおり・長坂有紗・星乃ゆん[7]
2. ↑  益田アンナ・川瀬もえ・広瀬晏夕・小林ソラ・七瀬なな[9]
3. ↑  日向のん・北川美麗・犬嶋英沙・中村恵李花・芹沢まりな[10]
4. ↑  佐々木萌香・八伏紗世・中山亜美・七瀬なな・水神きき[12]
5. ↑  霧島聖子・南真琴・浜嶋りな[13]
6. ↑  宮瀬七海・木村楓[17]